# 國會大廈 (莫奈)
《國會大廈》是法國印象主義畫家克洛德·莫奈的一系列繪畫作品，這些作品都以英國國會大廈“威斯敏斯特宮”為主題。這一系列作品完成於莫奈旅居倫敦的1900至1905年，共19幅（威爾頓斯坦索引編號：1597-1613）。 所有作品都是從聖托馬斯醫院的同一個窗口來畫作的，它們的尺寸也全都一樣。

## 作品

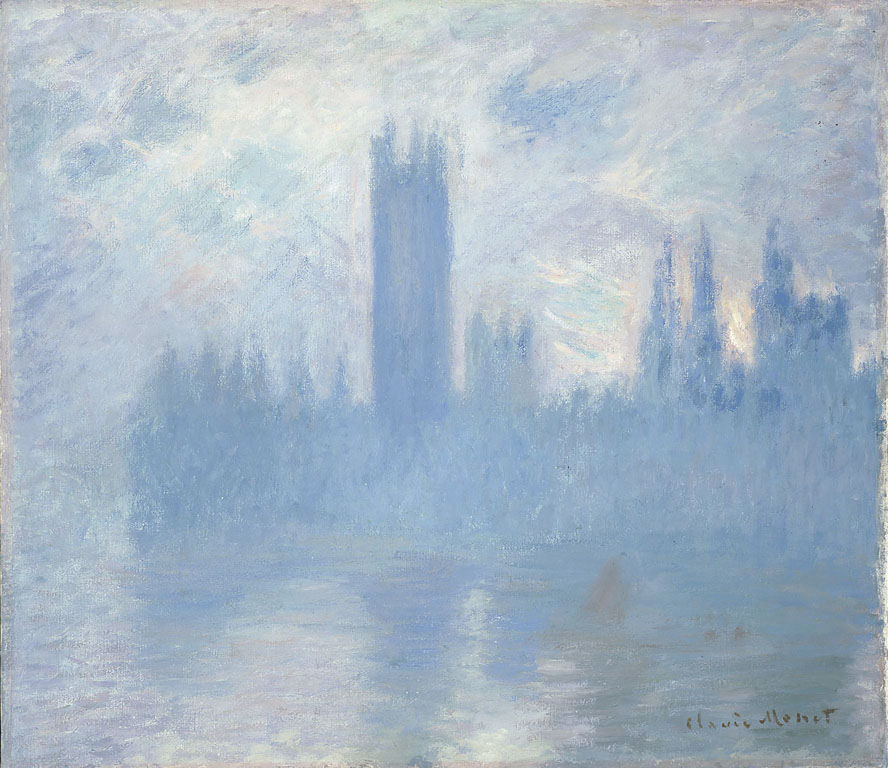
1900-1901，芝加哥藝術學院
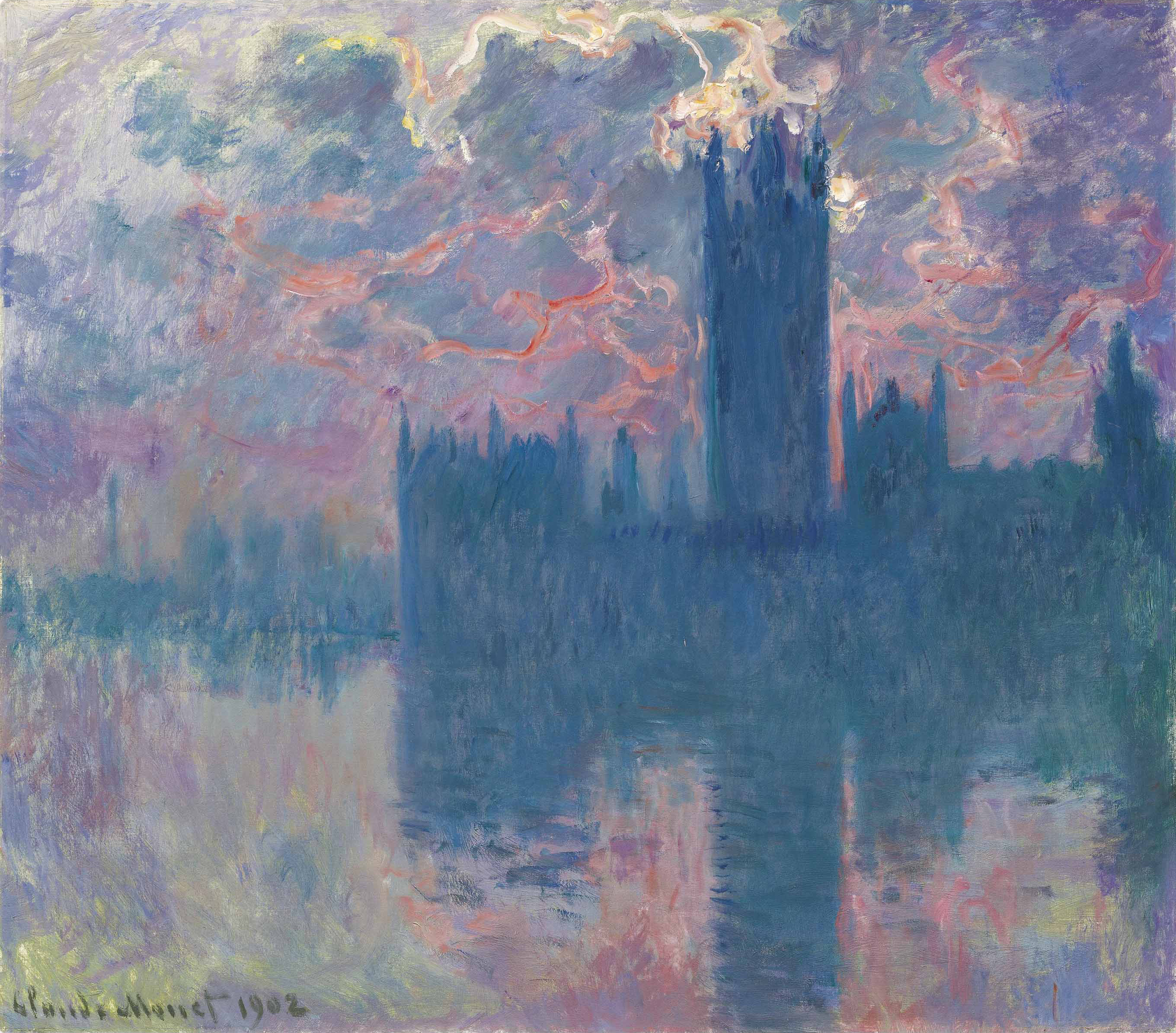
1902，私人收藏
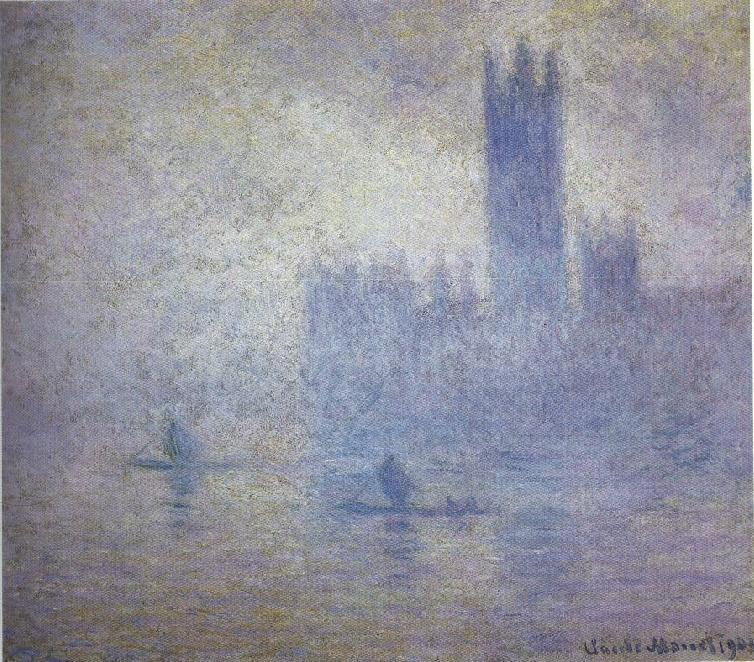
1903，聖彼德斯堡美術館
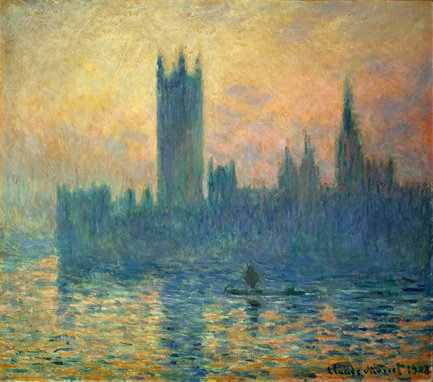
1903，國家藝廊
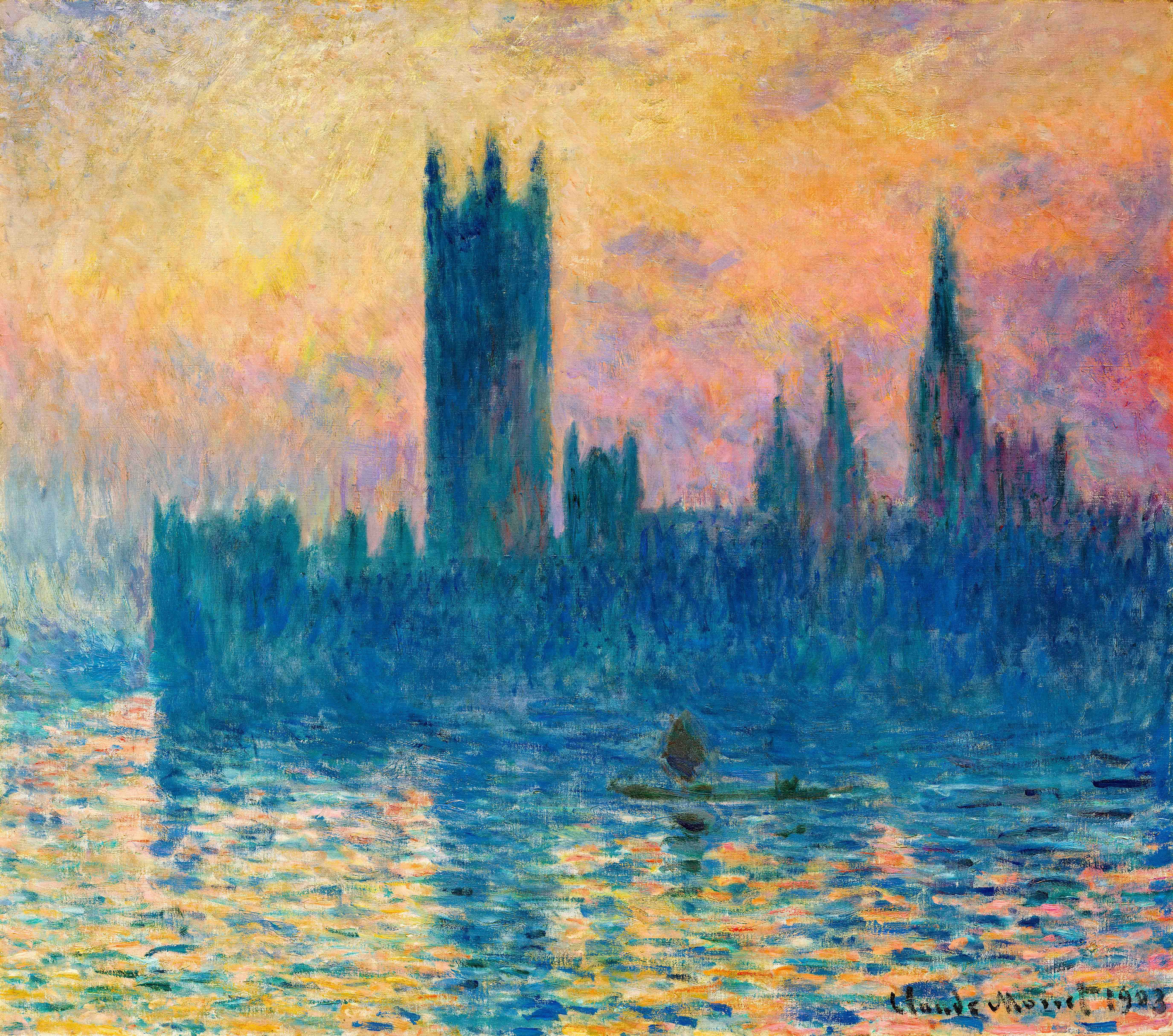
1903，國家藝廊
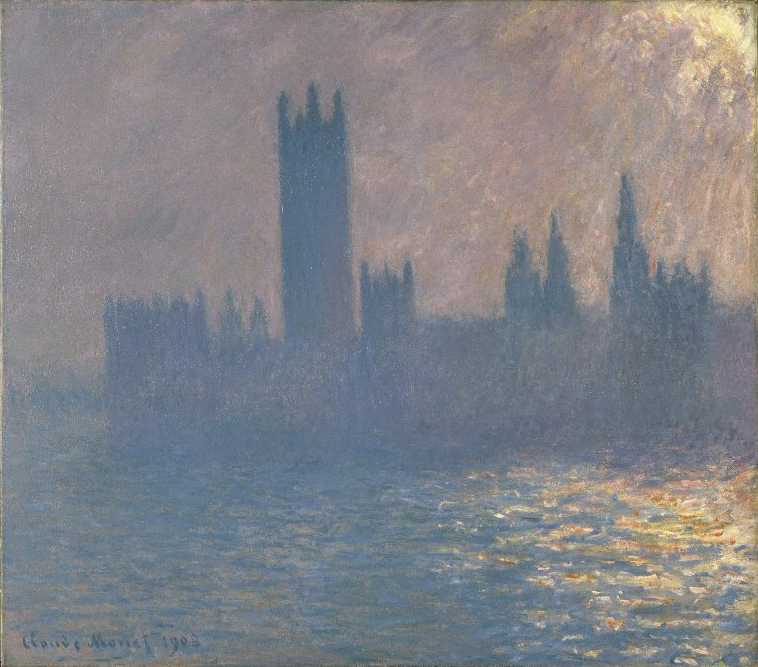
1903，布魯克林博物館
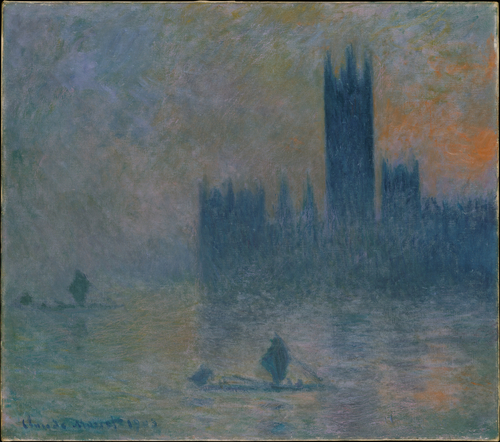
1903-1904，大都會藝術博物館
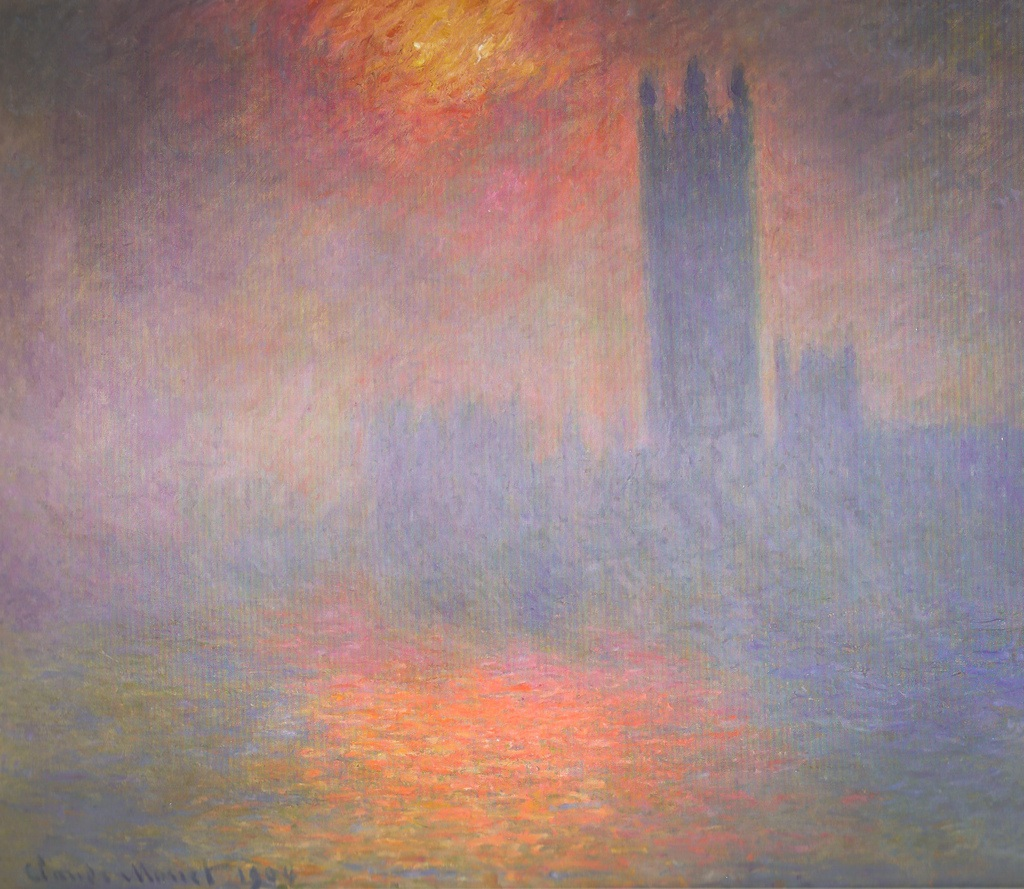
1904，奧塞博物館
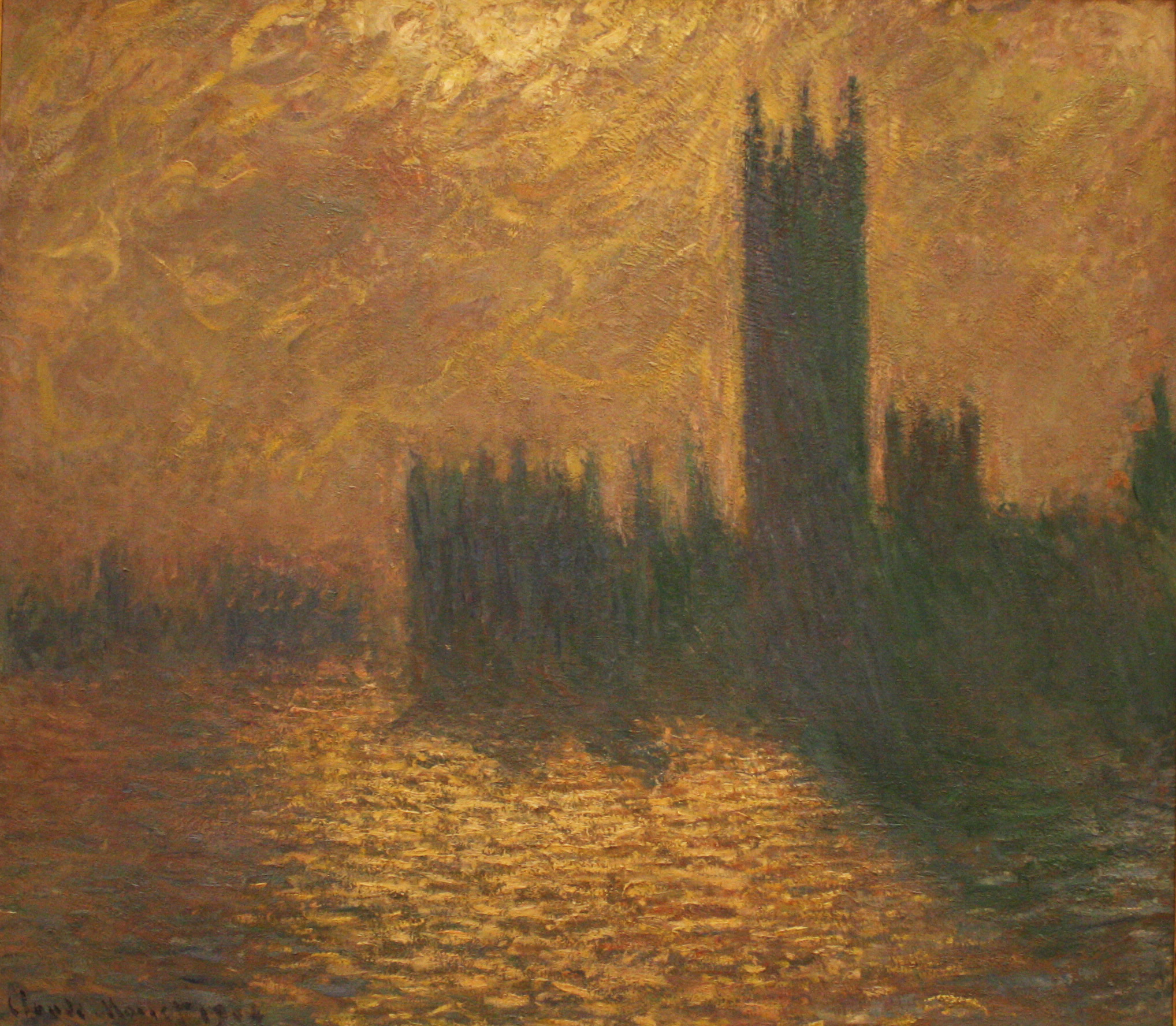
1904，里爾美術宮
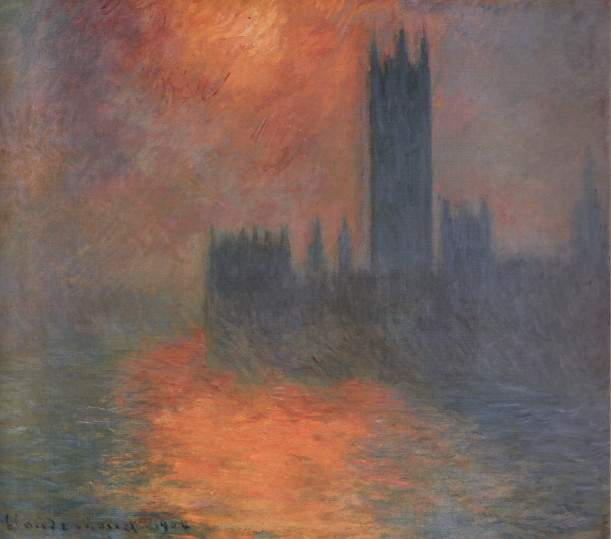
1904，蘇黎世美術館
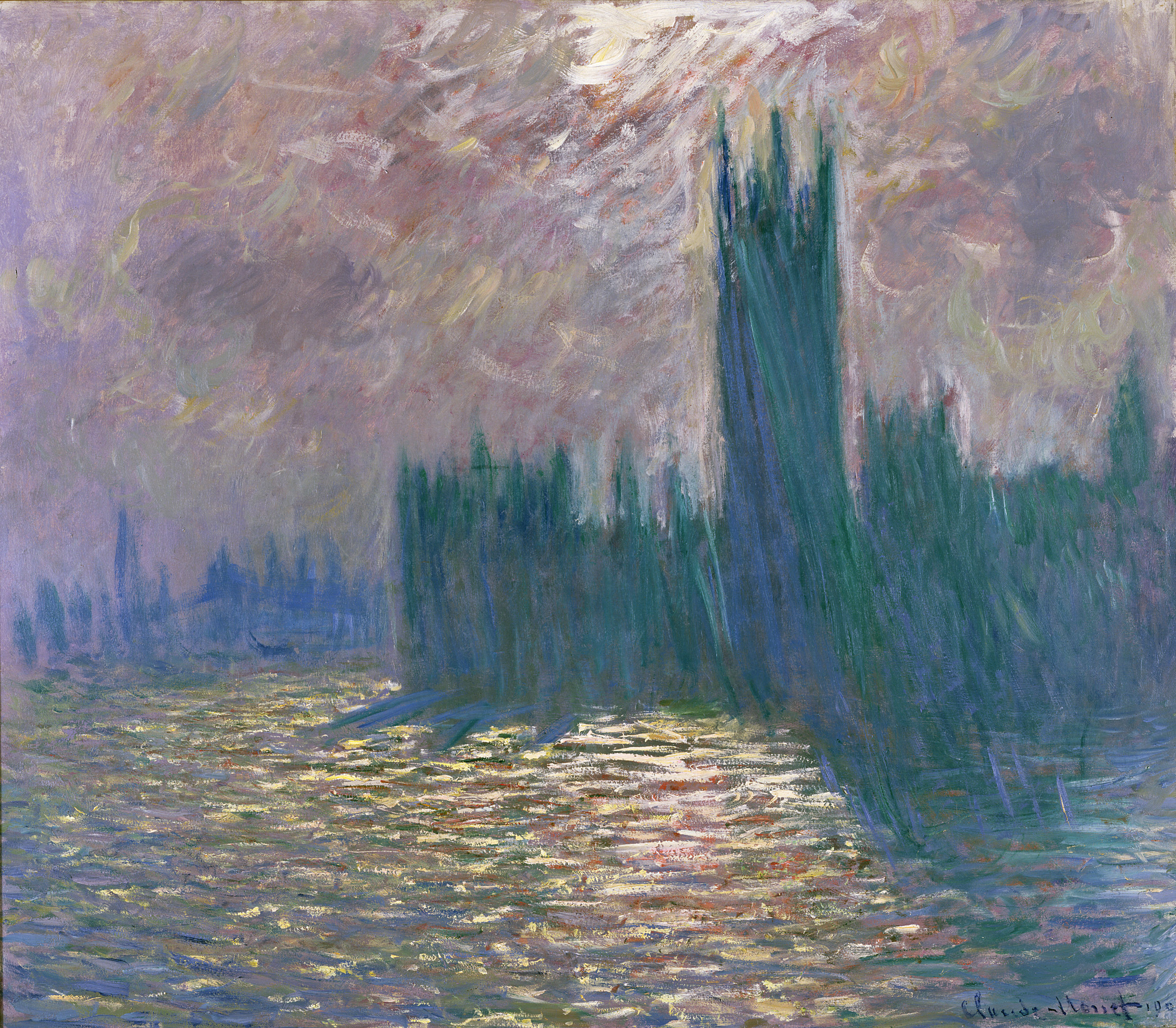
1905，瑪摩丹美術館

## 擴展閱讀
- Baker, Jacob; Thornes, John E. . Proceedings of the Royal Society A: Mathematical, Physical and Engineering Sciences. 8 December 2006, 462 (2076): 3775–3788. Bibcode:2006RSPSA.462.3775B. doi:10.1098/rspa.2006.1754.